# 中嶋宏太郎
中嶋 宏太郎（なかじま こうたろう、旧芸名：中嶋 宏幸、1967年1月1日 - ）は、福井県出身の俳優。劇団前進座に所属し、劇団理事も務める。
身長163cm、体重57kg、山羊座。福井県立藤島高等学校卒業。文学座付属演劇研究所を卒業後、前進座付属養成所（14期）を経て劇団前進座に入座。お笑い芸人の八木正幸は高校の同級生。

## 出演

### テレビ
- 時を播く人（NHK）（1999年）

### 映画
- 『駆込み女と駆出し男』（2015年） - 五助 役

### ラジオ
- 八木正幸のスリーミーなひととき（たんなん夢レディオ）

### イベント
- 越前時代行列（2018年） - 由利公正 役[3]